# 長曽根ストロングス
長曽根ストロングス（ながそねストロングス）は、大阪府堺市の小学生を対象とした少年野球チーム。
1998年に創部。大阪府少年軟式野球協会松原支部に所属している。高円宮賜杯全日本学童軟式野球大会で全国最多8回の優勝を誇る強豪である。

## 戦歴
2001年に同大会へ初出場し第3位となる。2002年、2003年には大会史上初の連覇を成し遂げた。
2006年大会では2回戦で山梨県代表の愛郷ジュニアーズに苦しめられたが3度目の優勝を果たした。学年別にA・B・C・D・Eというチーム構成になっており部員数も多い。
2011年大会でチームが持つ最多優勝記録を更新する4度目の全国制覇を達成した。同大会では6試合でわずか3失点と鉄壁の守備力を誇り、決勝では愛知県代表の守山ボーイズを相手に15安打13得点と自慢の強力打線が爆発した。この大会の優勝投手は、のちに花咲徳栄高等学校3年時に夏の甲子園で全国制覇し埼玉西武ライオンズにドラフト2位で入団した西川愛也。2011年の成績は22大会に出場し、内2大会は全国大会出場の為ベスト4・ベスト8で途中辞退する事となったが、全国大会を含む16大会で優勝。公式戦116戦110勝2敗4分、交流戦45戦40勝3敗2分、トータル161戦150勝5敗6分、勝率0.932という驚異的な数字を残した。
2012年大会も順調に勝ち進んだが、4回戦で兵庫県代表の浜ウインドキッズに1-3で敗れ、ベスト8に終わった。
2015年は高野山大会、西日本大会、高円宮賜杯（5度目）、オリックスバファローズカップ、近畿大会の主要5大会制覇を達成。
2016年大会でチームが持つ最多優勝記録を更新する6度目（2連覇）の全国制覇を達成し、決勝戦では兵庫県代表に7回裏0-0の2アウトからサヨナラ勝ちし完全試合を成し遂げた。
2021年大会は初の新潟県開催でチームが持つ最多優勝記録を更新する7度目の全国制覇を達成し、決勝戦では愛知県代表に逆転サヨナラ勝ちした。

## 不祥事
2018年9月20日、選手への暴力行為により、当時の監督が全日本軟式野球連盟及び大阪府少年軟式野球協会より無期限の資格停止処分を受けた。

## 出身者
- 石橋良太（元東北楽天ゴールデンイーグルス）
- 田中耀飛（元東北楽天ゴールデンイーグルス）
- 西川愛也（埼玉西武ライオンズ）